# Styrdiagram

Ett styrdiagram där den heldragna linjen visar medelvärdet och de två streckade linjerna markerar övre respektive undre styrgränsen.

Styrdiagram visar grafiskt utfall som avviker från den normala variationen över tid. Metoden skiljer ut slumpmässiga variationer från systematiska variationer och kan därmed bidra till att inte göra förändringar i en process där ingenting egentligen hänt, dvs när det endast finns normala variationer. Detta uppnås genom att metoden talar om ifall några värden eller perioder avviker från det normala, dvs det typiska.
Metoden kallas styrdiagram just för att man tar fram en övre och en undre styrgräns. Dessa ligger på +/- tre sigma, tre standardavvikelser från centrallinjen som räknas fram enligt en egen matematisk formel. Beräkningen av styrgränserna är relativt enkel men tidsödande då man iterativt räknar ut skillnaden mellan två på varandra följande värden, ett spridningsmått, vars invers sedan multipliceras med en konstant som beror på storleken på gruppen av värden som används för att räkna ut ovan nämnda spridningsmått. Om värdena man räknar på är normalfördelade så kommer 99,73% av alla värden att hamna innanför styrgränserna. Dessa värden representerar då "normala" variationer från processen. Värden utanför styrgränserna tillhör då antingen de 0,3% som är normala variationer (där inget hänt) eller mer intressant, systematiska variationer som ger vägledning för vidare undersökning för att hitta systematiska brister i processen.